# Zamoyski-Palast (Nowy Świat)

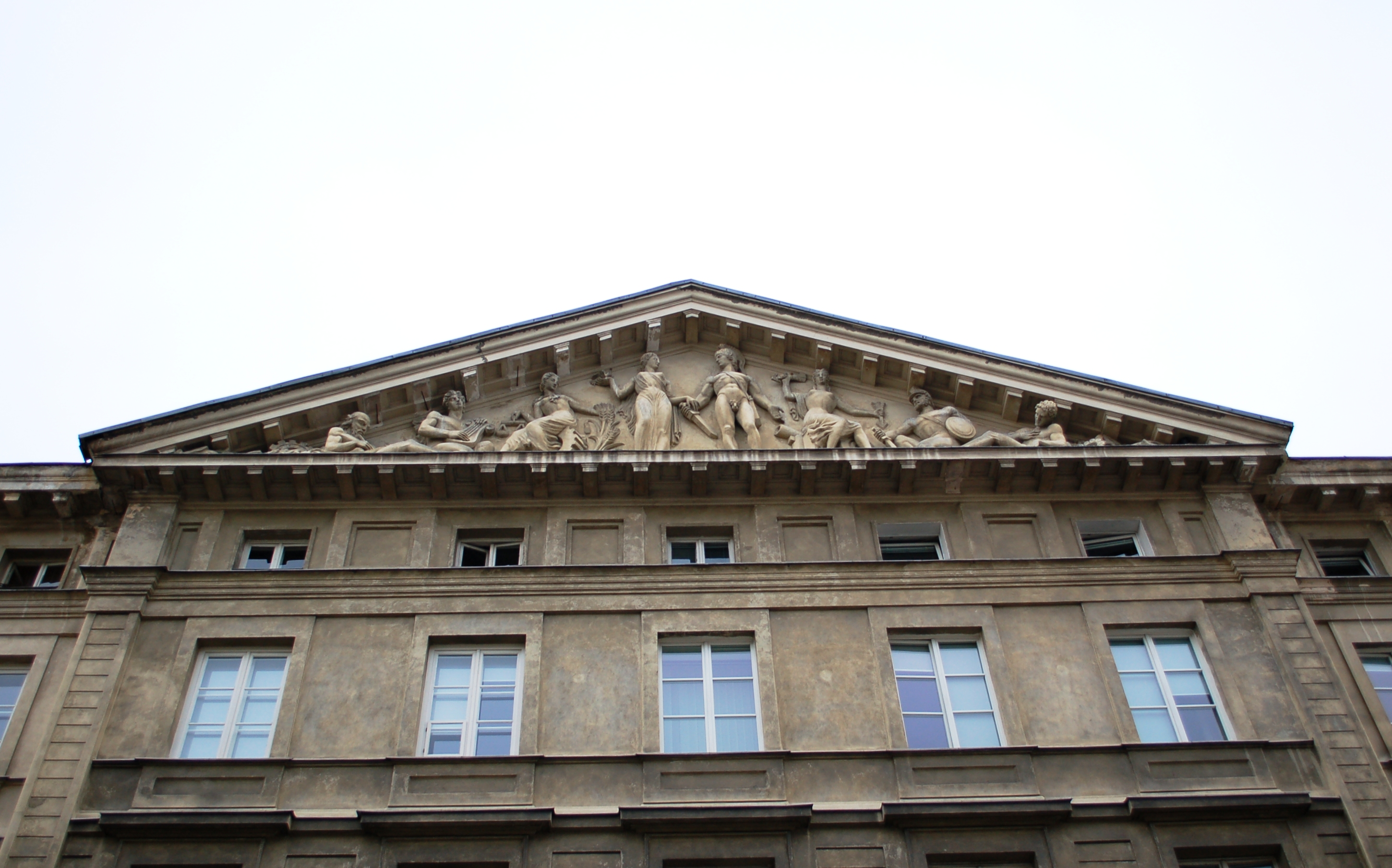
Allegoriendarstellungen im Dreiecksgiebel des Mittelrisalits

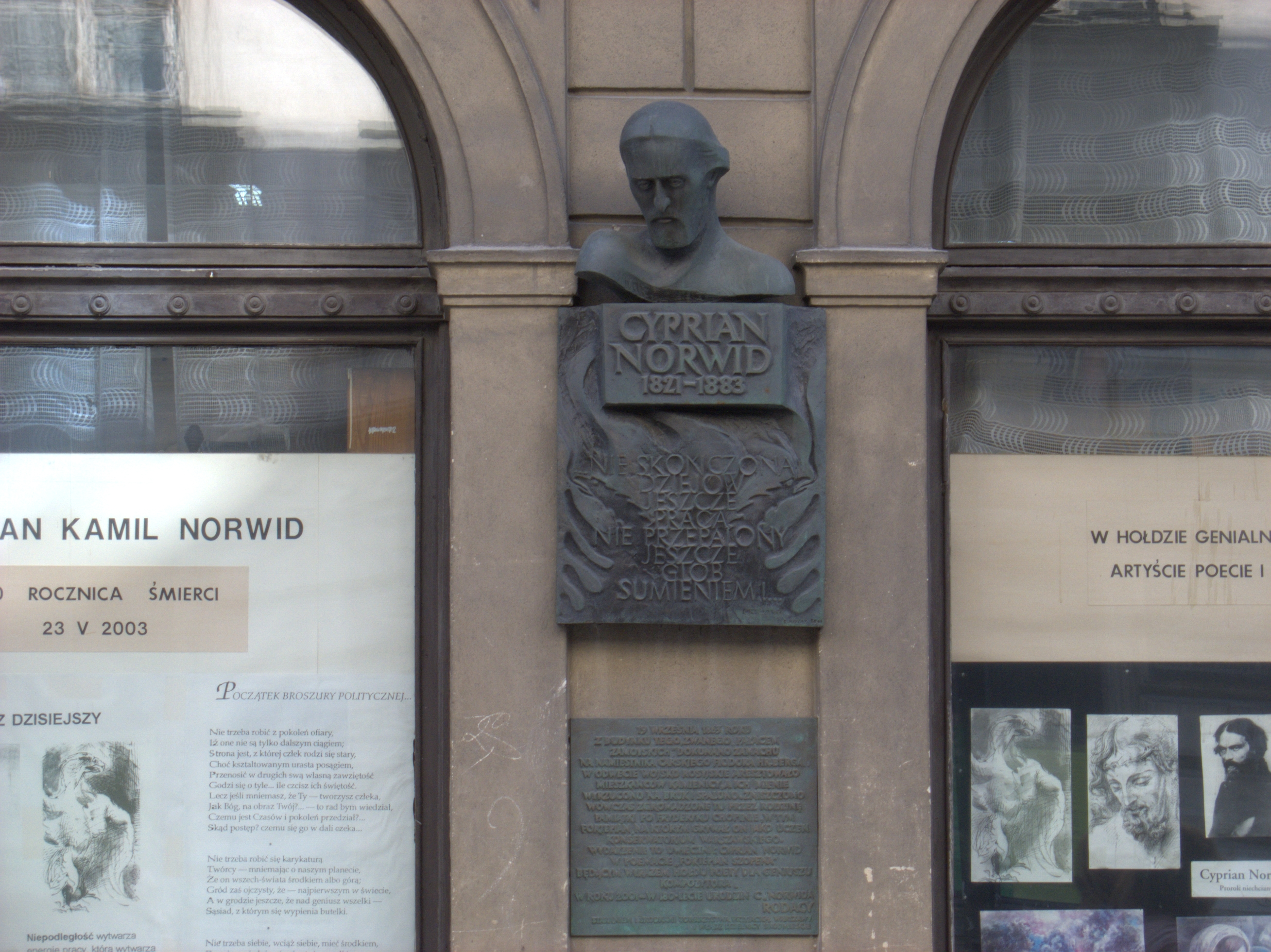
Gedenktafeln an der Frontfassade des Palastes

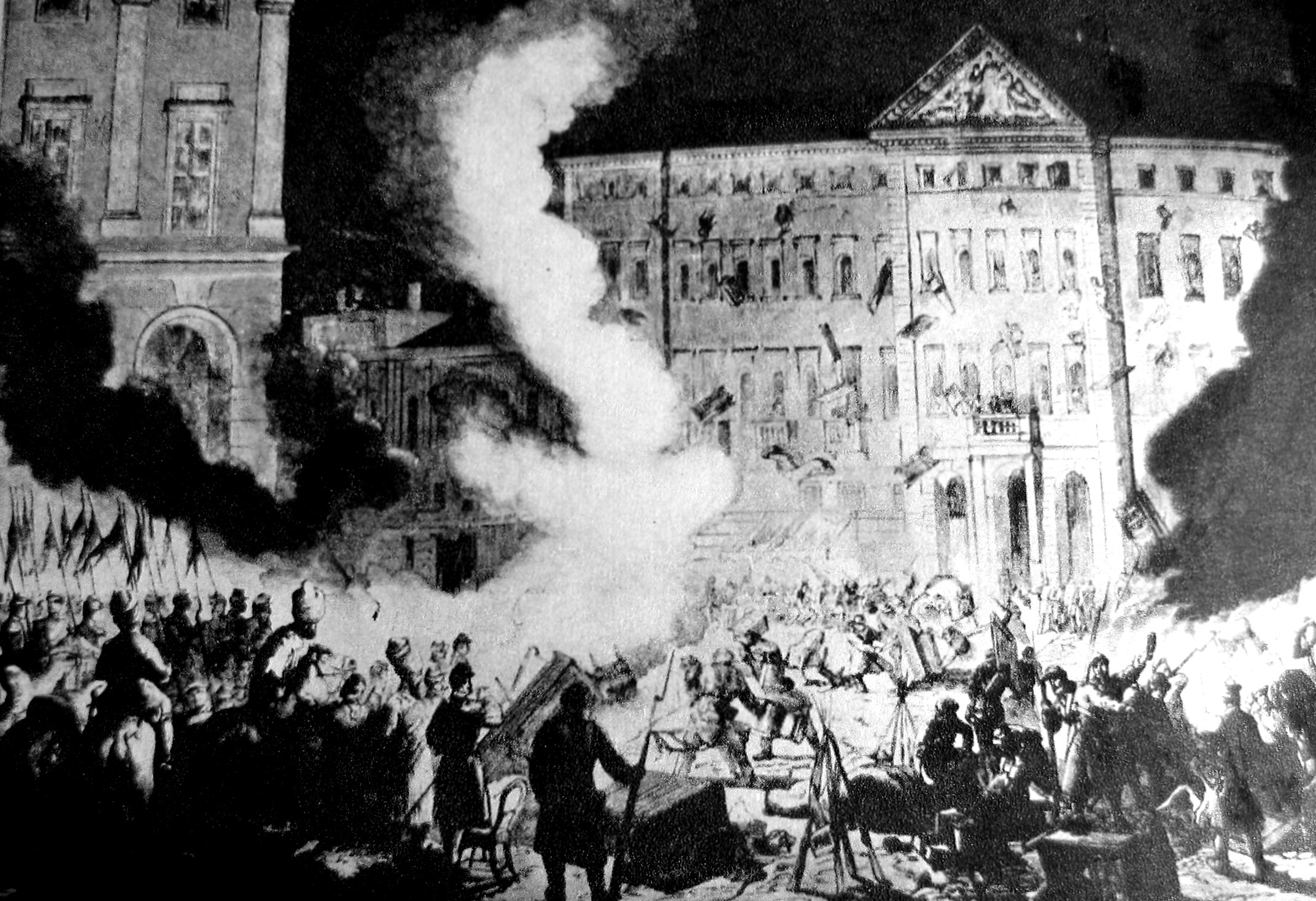
Zerstörung der Inneneinrichtungen der Wohnungen nach dem Attentat auf den Warschauer Statthalter von Berg

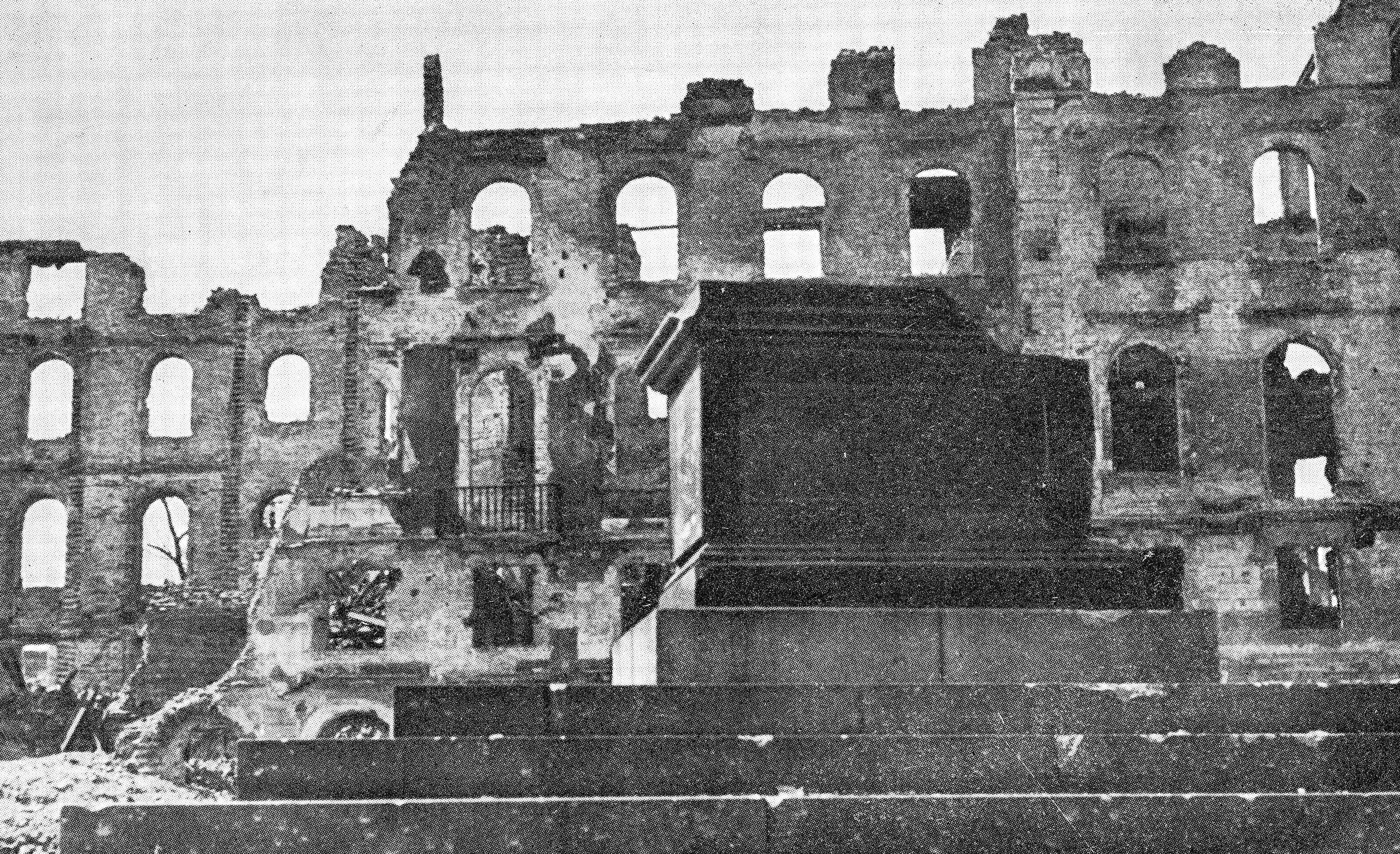
1945

Der Zamoyski-Palast (auch als Geschäftshaus des Andrzej Zamoyski bezeichnet, im Polnischen: Pałac Zamoyskiego oder Dom Interesów Andrzeja Zamoyskiego) ist ein palastartiges, ursprünglich als Miets- und Bürohaus genutztes Gebäude an der Ulica Nowy Świat 67/69 im Warschauer Innenstadtdistrikt. Heute befinden sich hier Räume verschiedener Fakultäten der Warschauer Universität.

## Lage
Das langgestreckte Gebäude liegt an der Verengung des historischen Königsweges am Übergang von der Krakowskie Przedmieście zur Nowy Świat. Der nördliche Teil des Palastes verläuft an dem hier sich befindenden kleinen Platz (auf dem ein Denkmal von Nikolaus Kopernikus steht), der südliche Teil des Gebäudes liegt gegenüber der westlichen Seitenfassade des Staszic-Palastes. Rund 50 Meter nördlich an der Krakowskie Przedmieście befindet sich die Heilig-Kreuz-Kirche. Bis 1913 befand sich auf der anderen Seite des Denkmals der heute nicht mehr existierende Karaś-Palast.

## Geschichte
Auf dem Grundstück, auf dem der heutige Palast steht, gab es bereits vor dem Jahr 1665 ein gemauertes Herrenhaus. Dieses Gebäude stand jedoch noch nicht in der Flucht der Straßenbebauung, sondern befand sich in einem zurückgesetzten Bereich des Grundstücks. Im Laufe der Zeit wurde das kleine Anwesen zu einem Palast mit Ehrenhof zur Nowy Świat ausgebaut und war im Besitz verschiedener Familien.

### Großer Branicki-Palast
Ab der ersten Hälfte des 18. Jahrhunderts war die Magnatenfamilie Branicki Eigentümer des Palastes und ließ ihn in den 1770er Jahren von Simon Gottlieb Zug umbauen. Zu ihrer Zeit wurde der Palast als „Großer Palast“ (polnisch Pałac Branickich Większy) in Abgrenzung zu einem kleineren Palast der Familie bezeichnet. Bis zu seinem Tode im Jahr 1826 lebte Stanisław Staszic im Palast. Der im Zweiten Weltkrieg zerstörte Branicki-Palast wurde danach nicht wiederaufgebaut.

### Neubau
1838 wurde Andrzej Artur Zamoyski Besitzer des Anwesens. Er ließ auf dem Ostteil des Grundstückes, entlang der Nowy Świat, von 1843 bis 1846 ein prächtiges Miets- und Bürohaus (mit Lager- und Ladenflächen im Erdgeschoss) errichten.
Das Gebäude wurde unter der Leitung von Adolf Woliński nach einem Entwurf von Henryk Marconi gebaut; stilistisches Vorbild für das Neorenaissance-Objekt war der römische Palazzo della Cancelleria. Nach Fertigstellung war es eines der größten Gebäude Warschaus; es diente Zamoyski nicht zu eigenen Wohnzwecken, sondern war eine Investition für zukünftige Mieteinnahmen (im polnischen damals als Kamienica, Dom Dochodowy oder Dom Interesów bezeichnet).
In dem dem Mittelrisalit aufgesetzten Dreiecksgiebel schuf Paweł Maliński Allegorien auf die Industrie (Minerva), die Landwirtschaft (Ceres), den Handel (Mercurius), das Vermögen (Jason) und die Navigation (in Form von Personifikationen von Weichsel und Bug). Das annähernd rechteckige, rund 100 Meter lange Gebäude verfügt außerdem über Seitenrisalite.
1862 musste Zamoyski aus politischen Gründen das Land zu verlassen; er kehrte nicht wieder zurück.

### Chopins Flügel
Während des Januaraufstandes wurde am 19. Oktober 1863 von einem der Fenster des Palastes ein Bombenattentat auf den russischen Statthalter Friedrich Wilhelm Rembert von Berg verübt. Das Attentat misslang, da die geworfenen Bomben die Kutsche Bergs verfehlten und stattdessen einen berittenen Begleiter und dessen Pferd töteten. Als Vergeltungsaktion stürmten russische Truppen das Gebäude. Sie drangen in die Wohnungen ein, warfen Mobiliar aus den Fenstern und zerstörten die Inneneinrichtungen.
Ebenso wurde die Wohnung von Izabella Barcińska gestürmt, die die jüngere Schwester des Komponisten Frédéric Chopins war und Erinnerungsstücke an ihren bereits verstorbenen, berühmten Bruder aufbewahrte. Darunter befand sich der Flügel, auf dem Chopin in seiner Warschauer Zeit gespielt hatte. Auch dieser Flügel wurde aus dem Fenster geworfen und so zerstört. Der polnische Romantiker und Freund Chopins Cyprian Kamil Norwid nahm dieses Ereignis später zum Anlass des Verfassens seines Gedichtes „Chopins Klavier“.
Der Palast wurde in der Folge von den russischen Behörden konfisziert und dem russischen Militär zu Bürozwecken, zur Nutzung als Offizierskasino und als Sitz des Warschauer Kriegsgerichtes (poln. Sąd Wojenny Warszawski) zur Verfügung gestellt.
In der Zeit zwischen den Weltkriegen wurde der Zamoyski-Palast wie auch der dahinterliegende Branicki-Palast vom polnischen Innenministerium genutzt.

### Krieg und Nachkriegszeit
Beim Angriff auf Warschau im September 1939 wurde der Palast stark beschädigt, da hier ein Teil des Stabes zur militärischen Verteidigung der Stadt untergebracht und damit Ziel von Bombenangriffen war. Während des Warschauer Aufstandes 1944 wurde das Gebäude dann zu rund 90 % von Einheiten der Wehrmacht zerstört.
Von 1948 bis 1950 führte Mieczysław Kuźma unter Leitung von Zygmunt Stepiński den Wiederaufbau aus. Dabei kam es zu einigen Änderungen; so wurden die Balkone auf Höhe des zweiten Stockes nicht mehr angebracht und die Fenster erhielten – vermutlich aus Kostengründen – ein klassizistischeres Aussehen.
Heute beherbergt das Gebäude Büros und Lehrräume verschiedener Fakultäten der nahe gelegenen Warschauer Universität. Dazu gehören die Fakultät für Journalistik und Politische Wissenschaften (polnisch Wydział Dziennikarstwa i Nauk Politycznych) und die Fakultät für Philosophie und Soziologie (polnisch Wydział Filozofii i Socjologii). Außerdem befindet sich hier die Sprachenschule der Warschauer Universität (polnisch Uniwerystet Warszawski Szkoła Języków Obcych).
An dem Gebäude wurden Tafeln zum Gedenken an Cyprian Norwid und das Verteidigungskommando Warschaus im Zweiten Weltkrieg angebracht.